# Proablepharus kinghorni
Espèce
Synonymes
- Ablepharus kinghorni Copland, 1947
- Proablepharus barklyensis Wells & Wellington, 1985

Proablepharus kinghorni est une espèce de sauriens de la famille des Scincidae.

## Répartition
Cette espèce est endémique d'Australie. Elle se rencontre en Nouvelle-Galles du Sud, dans le Territoire du Nord et au Queensland.

## Étymologie
Cette espèce est nommée en l'honneur de James Roy Kinghorn.

## Publication originale
- Copland, 1947 : Taxonomic notes on the genus Ablepharus (Sauria: Scincidae). 1. A new species from the Darling River. Proceedings of The Linnean Society of New South Wales, vol. 71, p. 282-286 (texte intégral).